# Publi Curiaci Fist Trigemin
Publi Curiaci Fist Trigemin (en llatí: Publius Curiatius Fistus Trigeminus) va ser un magistrat romà del segle v aC. Formava part de la gens Curiàcia, una antiga gens romana originària d'Alba Longa.
Va ser elegit cònsol el 453 aC juntament amb Sext Quintili Var, any en què una forta pesta va afectar la ciutat. Després va ser membre del primer decemvirat l'any 451 aC. El seu nom correcte és Trigeminus i no Trigemius (com apareix sovint), i volia dir que es reclamava descendent d'un dels tres Curiacis que van lluitar contra els Horacis en el que es coneix com el combat dels Horacis i Curiacis, una de les llegendes sobre els orígens de Roma.